# Constantin Ypsilántis
Constantin Ypsilántis (en grec : Κωνσταντίνος Υψηλάντης ; en roumain Constantin Ipsilanti) (1760–1816) est un prince phanariote qui est hospodar de Moldavie de 1799 à 1801 et de Valachie de 1802 à 1806. La monarchie est élective dans les principautés roumaines de Moldavie et de Valachie. Le souverain (voïvode, hospodar ou domnitor selon les époques et les sources) est élu par (et souvent parmi) les boyards, puis agréé par les Ottomans : pour être nommé, régner et se maintenir, il s'appuie sur les partis de boyards et fréquemment sur les puissances voisines, habsbourgeoise, russe et surtout turque, car jusqu'en 1859 les deux principautés sont vassales et tributaires de la « Sublime Porte ».
Il est l'aîné des fils d'Alexandre Ypsilántis et de Catherine Mourousis. Il aurait eu le poète Rigas comme précepteur et ami à partir de 1774. En 1776, il quitte Constantinople pour aller compléter ses études en Allemagne.
Grand Drogman de la Sublime Porte de 1796 à 1799, inspiré par la philosophie des Lumières et encouragé par les progrès de la Russie qui commence à se poser en protectrice des chrétiens des Balkans et en éventuelle restauratrice de l'empire byzantin, il participe à une conspiration et, découvert, s'enfuit à Vienne. La Russie, dont il a demandé la protection, obtient du sultan son pardon et le trône de la Moldavie en 1799, puis de la Valachie en 1802, pour une période de sept ans. Le sultan ayant voulu le révoquer malgré cette clause, il s'ensuit la guerre russo-turque de 1806-1812 : il s'enfuit à nouveau en 1805 à Saint-Pétersbourg et, en 1806, à la tête de 20 000 Russes, il attaque Bucarest au cours d'une nouvelle tentative de libérer les Balkans.
La paix de Tilsit fait échouer son projet. Il se réfugie en Russie et meurt à Kiev. Il a cinq fils dont deux jouent un rôle important dans la guerre d'indépendance grecque : 
- Alexandre et
- Dimítrios.

## Sources
Marie-Nicolas Bouillet  et Alexis Chassang (dir.), « Constantin Ypsilántis » dans Dictionnaire universel d’histoire et de géographie, 1878 (lire sur Wikisource)
- Ernest Mézière Nouvelle biographie générale depuis les temps les plus reculés jusqu'à nos jours, Firmin Didot, Paris 1858, Tome 23
- Alexandru Dimitrie Xenopol Histoire des Roumains de la Dacie trajane : Depuis les origines jusqu'à l'union des principautés. E Leroux Paris (1896)
- Nicolas Iorga Histoire des Roumains et de la romanité orientale. (1920)
- (ro) Constantin C. Giurescu & Dinu C. Giurescu, Istoria Românilor Volume III (depuis 1606), Editura Ştiinţifică şi Enciclopedică, Bucureşti, 1977.
- Mihail Dimitri Sturdza, Dictionnaire historique et généalogique des grandes familles de Grèce, d'Albanie et de Constantinople, M.-D. Sturdza, Paris, chez l'auteur, 1983 (ASIN B0000EA1ET).
- Jean-Michel Cantacuzène, Mille ans dans les Balkans, Éditions Christian, Paris, 1992.  (ISBN 2-86496-054-0)
- Joëlle Dalegre Grecs et Ottomans 1453-1923. De la chute de Constantinople à la fin de l’Empire Ottoman, L’Harmattan Paris (2002)   (ISBN 2747521621).
- Jean Nouzille La Moldavie, Histoire tragique d'une région européenne, Ed. Bieler (2004),  (ISBN 2-9520012-1-9).
- Traian Sandu, Histoire de la Roumanie, Perrin (2008).

## Note
1. ↑  Le candidat au trône devait ensuite "amortir ses investissements" par sa part sur les taxes et impôts, verser en outre le tribut aux Ottomans, payer ses mercenaires et s'enrichir néanmoins. Pour cela, un règne d'un semestre au moins était nécessaire, mais la "concurrence" est rude, certains princes ne parvenaient pas à se maintenir assez longtemps sur le trône, et devaient ré-essayer. Cela explique le "jeu des chaises musicales" sur les trônes, la brièveté de beaucoup de règnes, les règnes interrompus et repris, et parfois les règnes à plusieurs (co-princes). Quant au gouvernement, il était assuré par les ministres et par le Sfat domnesc (conseil des boyards).
Concernant le tribut aux Turcs, la vassalité des principautés roumaines envers l'Empire ottoman ne signifie pas, comme le montrent par erreur beaucoup de cartes historiques, qu'elles soient devenues des provinces turques et des pays musulmans. Seuls quelques petits territoires moldaves et valaques sont devenus ottomans : en 1422 la Dobrogée au sud des bouches du Danube, en 1484 la Bessarabie alors dénommée Boudjak, au nord des bouches du Danube (ce nom ne désignait alors que les rives du Danube et de la mer Noire), en 1538 les rayas de Brăila alors dénommée Ibrahil et de Tighina alors dénommée Bender, et en 1713 la raya de Hotin. Le reste des principautés de Valachie et Moldavie (y compris la Moldavie entre Dniestr et Prut qui sera appelée Bessarabie en 1812, lors de l'annexion russe) ont conservé leurs propres lois, leur religion orthodoxe, leurs boyards, princes, ministres, armées et autonomie politique (au point de se dresser plus d'une fois contre le Sultan ottoman). Les erreurs cartographiques et historiques sont dues à l'ignorance ou à des simplifications réductrices. Voir Gilles Veinstein et Mihnea Berindei, L'Empire ottoman et les pays roumains, Paris, EHESS, 1987.
2. ↑  La guerre russo-turque de 1806-1812 se conclut par le traité de Bucarest de 1812 entre l'Empire russe et l'Empire ottoman, qui inaugure une partition durable de la Moldavie, toujours divisée aujourd'hui. Selon les termes de ce traité, le Boudjak ottoman et la moitié orientale de la Moldavie, à l'est du Prut furent cédés à l'Empire Russe qui en fit sa province de Bessarabie (actuellement la République de Moldavie pour sa majeure partie), comprenant 45.630 km², avec 482.630 habitants, 5 citadelles (Hotin, Soroca, Orhei, Tighina et Cetatea-Alba), 4 ports (Reni, Ismail, Chilia et Cetatea-Alba), 17 villes et 695 villages, comme précisé dans les articles 4 et 5. L'habileté du négociateur du tzar, l'émigré français Alexandre de Langeron, face au représentant ottoman, le prince phanariote Démètre Mourousi, permet à la Russie cet éclatant succès. Pour n'avoir pas su prévoir l'attaque de Napoléon contre la Russie et retarder les négociations jusque-là pour limiter les pertes ottomanes, Démètre Mourousi est décapité sur ordre du sultan Mahmoud II. Encore aujourd'hui, le 28 mai (date de la signature du traité) est un jour de deuil pour le mouvement unioniste moldo-roumain, à commémorer comme tel (voir sur , ,  et ).